# Yahoo! Games
 (octobre 2019).
Si vous disposez d'ouvrages ou d'articles de référence ou si vous connaissez des sites web de qualité traitant du thème abordé ici, merci de compléter l'article en donnant les références utiles à sa vérifiabilité et en les liant à la section « Notes et références ».
Yahoo! Games était un site web appartenant à Yahoo! et spécialisé dans le jeu vidéo. Il hébergeait des jeux Flash ou Applet java, et possédait une section consacrée à l'actualité du jeu vidéo. D'autres jeux sont téléchargeables : ils peuvent être joués gratuitement pendant une heure, après quoi l'utilisateur peut acheter la version payante.